# Zvonimir Kostić Palanski
Zvonimir Kostić Palanski (Bela Palanka, 1948) srpski je književnik, skulptor, grafičar i teolog. Osnivač je Međunarodnog udruženja „Palanski art“. Diplomirao je na Odseku za germanistiku Filološkog fakulteta u Beogradu, magistrirao vajarstvo u Skoplju a doktorirao teologiju (dr h.c. theol.) u Novom Sadu.
Književnim i prevodilačkim radom bavi se više od 35 godina. Prevashodno je poznat kao dečji pesnik. Zastupljen je u više antologija. Prevođen je na engleski, nemački, hebrejski, italijanski, slovački, bugarski i makedonski jezik. Kao pesnik, prozni pisac i prevodilac objavio je preko 50 knjiga, od toga 6 za decu.
Kao likovni umetnik samostalno je izlago 15 puta i učestvovao na preko 60 grupnih izložbi u zemlji i inostranstvu. Član je Udruženja književnika Srbije, Udruženja književnih prevodilaca Srbije i ULUS-a. Osnivač je i član Međunarodnog udruženja „Palanski Art“.

## Život i karijera
Zvonimir Kostić Palanski rođen je u Beloj Palanci, 1948. godine. Školovao se u Beogradu, Skoplju i Novom Sadu. Diplomirao je germanistiku na Filološkom fakultetu Univerziteta u Beogradu. Magistrirao je vajarstvo na Fakultetu umetnosti Univerzitetu u Skoplju (BJR Makedonija), u klasi profesora Stanka Pavleskog. Kao čovek velike erudicije Palanski nije slučajno zalutao u svet skulpture, jer je još od dečjih dana ovaj vid likovnog izražavanja bio satavni deo njegovog života.
Doktorirao je (dr h.c. theol.) na Protestantskom teološkom fakultetu Univerziteta u Novom Sadu.
Član je Udruženja književnika Srbije, Udruženja književnih prevodilaca Srbije, Udruženja likovnih umetnika Srbije i osnivač i član Međunarodnog udruženja „Palanski Art“.
Kao pesnik, prozni pisac i prevodilac objavio je preko 50 knjiga, od toga 6 za decu. Kostićeva književna dela zastupljena su u nekoliko antologija poezije za odrasle i u više od 30 antologija pesama za decu. O njegovom umetničkom radu izašla je monografija pod naslovom „Palanski“, na srpskom i engleskom jeziku, koju je sačinio Dobrivoje Jevtić, u izdanju Niškog kulturnog centra 2006. godine.
Samostalno je izlago likovna dela i uzimao učešće na brojnim grupnim izložbama u zemlji i inostranstvu. Kao pisac i slikar zastupljen je i u knjizi „Srpski pisci – slikari“ Radovana Popovića, objavljenoj 2008. godine.
Živi i stvara u Nišu, u statusu slobodnog umetnika.

## Delo
Zvonimir Kostić Palanski od samog početka sopstvenog stvaralaštva kretao se stazom koja nije uobičajena za pisce, pesnike, skulpturiste, koji svoja stvorena dela ostavljaju za sobom. I prored naubičajnog stvaralaštva, dokazao je da se na toj stazi nije izgubio u narativnom, vizuelnom i duhovnom smislu, jer je neprestano tragao za pravom formom, književnom ili likovnom, krećući se između katkad, doslovne ilustracije biblijskog teksta i višeslojnih simboličnih predstava koje opčinjavaju bogatstvom asocijacija i mogućnostima tumačenja.
Danas, po vokaciji vajar, Palanski je kroz sve što je radio i kako je radio do određenog perioda u životu, zapravo najavljivao momenat kad će likovna potstvest njegovog unutrašnjeg izraza preuzeti dominaciju i tako ga javnosti predstaviti kao prevashodno likovnog umetnika.
| „ | Taj prevrat desio se sredinom 2004. godine, kad je Palanski otkrio likovnu izdašnost prethodnim industrijskim postupkom separiranog gvožđa. Iz tih nalaza, za samo nekoliko meseci stvaralačkog transa izveo je blizu 50 skulptura. A intenzitet stvaranja mu ne popušta, ąto nagoveštava izglede da se on ostvari kao nezaobilazna činjenica u našoj novijoj kulturi. | ” |

### Književna i prevoditeljska dele
Zvonimir Kostić Palanski, pre svega je pobožan čovek, uman i maštovit pesnik za odrasle, a naročito za decu, izbirljiv i pronicljiv prevodilac, i nadasve plodan u publicističkom raspravljanju religijske problematike. Tokom čitavog dosadašnjeg stvaralačkog perioda Palanski je za svoj izraz vanredno spretno koristio i vizuelno-likovna sredstva, pa su, tako, mnoge njegove pesme ostvarene crtežom koliko i rečima.
Takođe, Palansi je inspiriciju za svoje pesme nalazio u slikama, npr. grafikama japanskog umjetnika Koukija Tsuritanija, čije je prikaze na pedeset pet grafika - pretočio u pedeset pet pesama u svojoj zbirci „Na rubu sna“.
Zvonimir Kostić, se književnim i prevoditeljskim radom bavi više od četiri decenije. Objavio je oko 50 knjiga, od čega pet za decu, a više od 20 iz oblasti teologije. Neumoran je istraživač Biblije i pisac apologetskih knjiga, pre svega iz oblasti izvorne hrišćanske nauke. O svom stvaralaštvu u ovoj oblasti on sam kaže:
| „ | Dobro poznajem Bibliju, ona je neiscrpna u simbolima. Ja sam prikupio i u knjizi obradio i štampao 320 simbola. Simbole izražavam i kroz skulpturu. Judo-hrišćanskim simbolima se ne pridaje pažnja. Pomodno je ikonopisanje, mada je malo vrsnih ikonopisaca. Ja sam se odlučio da radim ono čime se drugi nisu bavili. U svojim delima suprotstavljam dva dominantna simbola, dva grada - Jerusalim, grad mira, i Vavilon, izvorno ime Babel, što znači zbrka, pometnja. Jerusalim je grad kome je Bog posvetio ime i pokazivao se putem šekine-svetlosti, a Vavilon je grad mraka. Ova dva grada su ratovala. Ta simbolika istorijskih entiteta će se pojaviti kasnije u „apokalipsi“ i „otkrovenju“. Večna borba svetlosti i tame, dobra i zla oličena je u dva grada. A menora, sedmokraki judejski svećnjak, simbol je Hrista koji će obasjati sve kutke i raspršiti svu tamu. | ” |

Zvonimir Kostić je i pisac pesama. Prevashodno je poznat kao dečiji pesnik. Nekoliko njegovih pesama za decu ušlo je u školeske čitanke, a mnoge pesme objavljene su u oko 20 antologija pesama za decu. Njegove pesme prevođene su engleski, nemački, hebrejski, italijanski, slovački, bugarski i makednoski jezik.
Palanski je na srpski jezik preveo sa nemačkog jezika pesme značajnih Nemačkih pesnika, među kojima i dela nemačkog pesnika Encenzbergera koji je, sredinom osamdesetih godina prošlog veka, izvršio veliki uticaj na evropske pesnike, pa i srpske.

### Vajarska dela
Zvonimir Kostić Palanski, nenametljivo, ponekad tu pored nas ali daleko od očiju javnosti „sebe radi“ godinama pasionirano stvara svoja umetnička dela-skulpture, poput Bulgakova, Laze K. Lazarevića, Đure Jakšića, koji su kao i Palanski istovremeno u književnosti i likovnoj umetnosti ostvarili vrhunske rezultate.
On za stvaranje skulptura koristi gvožđe, materijal koji daje prilično ograničene mogućnosti, i zahteva vrhunski rektifikovanu formu. I pored navedenih ograničenja koje mu je nametnuo izabrani materijal Palanski je ostvario je respektabilan broj skulptura u gvožđu, koje sve povezuje jedna tematizovana misao, isključivo biblijska, ili složena religiozna simbolika, najčešće judejska.
Likovna duhovnost Zvonimir Kostića je konkretna, duboko kondenzovana, i nije zasnovana samo na biblijskim motivima građenim skulpturama, jer svaka pojedinačno otvara mnoga složena pitanja čovekovog života i bitisanja.
| „ | U Kostićevim skulpturama, pre svega impresioniraju njihova plastičnost, sugestivna složenost i izražajna jednostavnost; gustina misaonosti i emotivnost do lapidarnosti. U pitanju su arhetipska predočavanja vere i pobožnosti. Duboke značenjima, bogate u izrazu, celinom svoje oblikotvornosti, ispoljavaju metafizičku zagonetnost trajanja. U svakom konkretnom slučaju poseban jezik likovnosti preobraćen je u polaznu prvobitnost lirskog izraza njegove poezije. Naglašenom asocijativikom, i u skulpturi, pesnik preobražava stvarni svet, prvobitnost stvari i pojava do vizije. A vizija je po prirodi stvari bliska mašti. Likovna vrednost i umetnička lepota skulptura Zvonimira Kostića Palanskog stoga počivaju na unutrašnjoj „tajnoj vezi“ prizvanih asocijacija strukturalno povezanih uslovnim granicama realnosti. | ” |

Ovaj autentičan i samorodan vajar modernih shvatanja i arhajske ponesenosti likovno je kreativan, misaon, inventivan, ili kako o njemu piše priznati niški književnik, Saša Hadži Tančić: 
| „ | Sav „program“ ovog svestranog autora ispoljen je u formama duhovnog oblikovanja najizvornijeg smisla postojanja kroz svetu Reč i Delo Vrhovnog Tvorca. U tom izvornom smislu nema bitne razlike između poezije, vajanja i vere kao tri fundamenta duhovnog bića Zvonimira Kostića Palanskog, oboženog Hristovom naukom ljubavi kao osnovicom svake istine. | ” |

Zvonimir Kostić sa nije bavio samo biblijskom tematikom, ostvario je i nekoliko slobodnih, kalderovskih skulptura u formi lanca i karika koje su mu omogućile da formi pruži promenljivost i adaptaciju prema prostoru, nezavisno da li se radi o enterijeru ili slobodnom prostoru.
Zvonimirov višegodišnji, vajarski rad koji se odvijao u tišini i osami, uz razne vatrene brenere i aparata za varenje metala, na kraju je rezultovao vrlo dobrim ishodom.

### Udruženje „Palanski art“
Zvonimir Kostić Palanski je 2010. godine osnovao internacionalno Udruženje „Palanski art“, u kome je okupio likovne umetnike, istoričare umetnosti i teoretičare umetnosti, nadahnuti entuzijazmom počeli sa organizovanjem izložbi umetnika iz mnogih zemalja, na početku grupnih, potom tematskih (14 načina da se opiše kiša, „Paul Celan – Fuga smrti, Fuga smrti – mail art, Inspiracija Pikaso, Plavi jahač, Heil Kunst), a kasnije samostalnih.
Udruženje „Palanski art“ do sada je organizovali preko 60 izložbi u mnogim gradovima Srbije (Niš, Knjaževac, Aleksinac, Bor, Bela Palanka, Negotin, Leskovac, Vranje, Paraćin, Ćuprija, Kragujevac), na kojima se ponekad okupljalo i više od stotinu učesnika iz velikog broja zemalja sa gotovo svih kontinenata.
Brojne galerije na jugu Srbije koje su godinama bile bez publike oživele su zahvaljujući udruženja „Palanski Art“, jer je svaka nova izložba ovog udruženja privukla interesovanje sve većeg broja građana za likovnu umetnost.
Dovođenjem stvaralaca iz dalekih zemalja i svečanim otvaranjima kojima su prisustvovali predstavnici mnogih ambasada (Rumunija, Izrael, Japan, SR Nemačka, Brazil, Norveška).
Palanski je zajedno sa kolegama iz udruženja, pre svega zahvaljujući sopstvenoj multimedijalnoj vitalnosti, ali i entuzijazmu, sve većeg broja članova udruženja, iskazanoj kroz osobenu likovnu i književnu poetiku, omogućio da se umetnost različitih kultura svet, približi velikom broju ljubitelja umetnosti širom Srbije, pa i van njenih granica.
Članove Udruženja „Palanski art“ koji se bave različitim oblastima likovne umetnosti, pre svega povezuje želja za podsticanjem stvaranja i vrednovanja likovne umetnosti. U njemu nekoliko članova; prevodi tekstove i uređuje kataloge, piše likovne prikaze i otvara izložbe, tako da u arhivi Udruženja ostaje trajna dokumentacija o svim održanim događanjima.

## Nagrade i priznanja
- 2009. — Nagrade na konkursu Saveza jevrejskih opština za poeziju i prozu
- 2006. — Nagrade za skulpturu Evropske asocijacije za jevrejsku kulturu, Pariz.
- 1999. — Nagrade na konkursu Saveza jevrejskih opština za poeziju i prozu.
- Realizovane skulpture u slobodnom prostoru — Graz (Austrija) , Mitvic , Beringen , Lemgo i St . Blasien ( Nemačka ) , Toponica , Gamzigrad , Niš , Bela Palanka , Novi Sad (Srbija) .

## Dela
- Zvonimir Kostić-Palanski: skulpture, Galerija „Čedomir Krstić“, 2005.  978-86-84715-31-1.
- Čekam kruške poleđuške, Radnički univerzitet „Radivoj Ćirpanov“ - Novi Sad, 1976. pp. 86.
- Deset riječi ljubavi, www.svetlostistine.org
- Kula od lobanja, Prosveta, Niš, 1989. pp. 80. ISBN : 86-7455-010-X
- Mrtvo drvo života, Autorsko izdanje, 1985. pp. 168.
- Govor praha, Antologija duhovne poezije jugoslovenskih pesnika XX veka Autorsko izdanje, Niš 1987. broširano izdanje, pp. 204.
- Apostol i druge drame, Beograd : Srpska književna zadruga, 1990. pp. 179.
- Arhaično i moderno : eseji o našim pesnicima XX veka, Beograd : Prosveta, 1983.
- Donji svetovi, Beograd : Prosveta, 1986

## Spoljašnje veze
- Skulpture-Zvonimir Kostić Palanski, 3D-virtuelna galerija